# CCDC126
CCDC126 (англ. Coiled-coil domain containing 126) – білок, який кодується однойменним геном, розташованим у людей на 7-й хромосомі. Довжина поліпептидного ланцюга білка становить 140 амінокислот, а молекулярна маса — 15 668.
| 10         |  | 20         |  | 30         |  | 40         |  | 50         |
| ---------- |  | ---------- |  | ---------- |  | ---------- |  | ---------- |
| MFFTISRKNM |  | SQKLSLLLLV |  | FGLIWGLMLL |  | HYTFQQPRHQ |  | SSVKLREQIL |
| DLSKRYVKAL |  | AEENKNTVDV |  | ENGASMAGYA |  | DLKRTIAVLL |  | DDILQRLVKL |
| ENKVDYIVVN |  | GSAANTTNGT |  | SGNLVPVTTN |  | KRTNVSGSIR |  |            |

A: Аланін

D: Аспарагінова кислота

E: Глутамінова кислота

F: Фенілаланін

G: Гліцин

H: Гістидин

I: Ізолейцин

K: Лізин

L: Лейцин

M: Метіонін

N: Аспарагін

P: Пролін

Q: Глутамін

R: Аргінін

S: Серин

T: Треонін

V: Валін

W: Триптофан

Секретований назовні.